# Magdalenahöhle
Koordinaten: 50° 13′ 35,5″ N, 6° 39′ 23″ O
Die Magdalenahöhle ist ein archäologischer Höhlenfundplatz der Altsteinzeit (Paläolithikum) bei Gerolstein in der Eifel. Sie ist v. a. für ihre einzigartigen Schmuckstücke aus Elfenbein bekannt. Nach neuesten Forschungen kann die Besiedlung der Höhle aufgrund der Steinartefakte der archäologischen Kultur des Solutréen zugerechnet werden, die aus Mitteleuropa sonst nicht bekannt ist. Sie belegt damit die Anwesenheit des Menschen in Mitteleuropa während des Maximums der letzten Kaltzeit.

## Forschungsgeschichte
Die Höhle im Südabfall des Dolomitmassivs Munterley bei Gerolstein wurde von 1969 bis 1972 vom Amateurarchäologen Gerhard Weiß ausgegraben, nachdem dieser vom Lesefund einer Feuersteinspitze in der Nähe erfahren hatte. Die Funde gelangten schließlich in den Besitz des Rheinischen Landesmuseums Trier, wo sie auch teilweise ausgestellt sind. Nach einigen kurzen Berichten erfolgte 2002 eine Monographie des Ausgräbers. In den Jahren 2005 und 2012 hatten schließlich zwei am MONREPOS Archäologisches Forschungszentrum und Museum für menschliche Verhaltensevolution (Römisch-Germanischen Zentralmuseums) in Neuwied erstellte universitäre Abschlussarbeiten die Höhle erneut zum Thema.

## Stratigraphie und Altersstellung
Wie eine Vielzahl eiszeitlicher Tierarten und Spuren von Gefrier-Auftau-Prozessen (Kryoturbationen) zeigen, stammen einige Schichten aus der letzten Kaltzeit (Weichsel), wohingegen andere Schichten erst in der gegenwärtigen Warmzeit (Holozän) abgelagert wurden. In den kaltzeitlichen Schichten können zwei archäologische Fundhorizonte unterschieden werden. Zum unteren gehören Artefakte aus Quarz, während der obere aus Artefakten aus ortsfremden Rohmaterial und den Schmuckobjekten besteht. Aus den holozänen Schichten stammen Funde der Eisen- und Römerzeit. Die letzte Nutzung der Höhle fand während des Zweiten Weltkriegs statt als die Höhle als Zufluchtsort genutzt wurde.
Eine 1971 erfolgte Radiokohlenstoffdatierung eines Rengeweihs aus dem Bereich des unteren Fundhorizonts ergab ein Alter von 25.540 ± 720 14C BP (BONN-1658). Dies entspricht kalibriert einem Alter von 28.495 ± 780 v. Chr. (CalPal2007Hulu). Es gibt jedoch Anhaltspunkte dafür, dass gelöster Kohlenstoff aus dem Dolomit des Felsens oder aus nahen Bodenschichten zu einer Verunreinigung der Probe und einem verfälschten Alter geführt haben könnte.

## Funde

### Schmuck

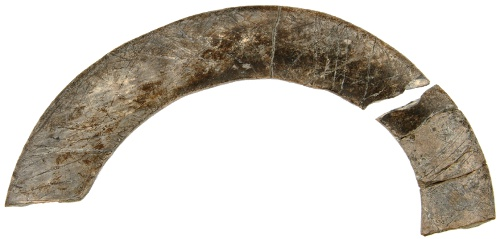
Elfenbeinartefakte aus der Magdalenahöhle

Aus dem Höhleninnenraum stammen bearbeitete Elfenbeinbruchstücke und durchlochte Tierzähne, die als Schmuck angesehen werden. Die 11 Elfenbeinbruchstücke, von denen eines durchlocht ist, gehören zu mindestens drei ursprünglichen Objekten. Viele von ihnen sind mit Gruppen paralleler oder v-förmiger Linien verziert. In einem Fall ist dieses Muster auch in Form von gepunzten Punkten ausgeführt. Obwohl sie oft als Elfenbeinringe bezeichnet wurden, ist unklar, ob es sich dabei ursprünglich um Ringe gehandelt hat. Die genaue Verwendung der Elfenbeinobjekte ist unklar. Denkbar ist beispielsweise, dass sie auf Kleidung aufgenäht getragen wurden. Dieser Elfenbeinschmuck ist im europäischen Paläolithikum ohne Parallelen.
Drei Hirschgrandeln, d. h. rudimentäre Eckzähne, wurden durchbohrt und als Anhänger oder aufgenäht als Schmuck getragen. Ein weiterer durchbohrter Zahn stammt vom Wolf. Durchlochte Zähne sind ein charakteristisches Merkmal des Jungpaläolithikums.

### Steinartefakte
Insgesamt stammen aus der Magdalenahöhle 138 Steinartefakte, die alle vom Vorplatz der Höhle stammen. Davon entfallen 56 auf den unteren Fundhorizont, in dem alle Artefakte aus Quarzgeröllen hergestellt wurden. Diese finden sich in geringer Entfernung unterhalb der Munterley in den Schottern der Kyll. Zwei Kerne belegen, dass die einfachen Abschläge vor Ort, d. h. auf dem Vorplatz, hergestellt wurden. Vier dieser Abschläge wurden anschließend retuschiert und können als einfache Schaber bezeichnet werden. Obwohl eine eindeutige Zuordnung nicht möglich ist, erinnern die Steinartefakte des unteren Fundhorizonts an das Mittelpaläolithikum.
Die übrigen 82 Stücke gehören zum oberen Fundhorizont und sind allesamt Abschläge. Auch sonst unterscheiden sie sich von denen aus Quarz. So bestehen sie fast ausschließlich aus ortsfremdem (exogenem) Rohmaterial, darunter etwa Feuerstein aus dem Maasgebiet und Hornfels aus dem Saar-Nahe-Becken. Der Großteil ist außerdem sehr dünn und flächig. Daneben ist aber auch die Herstellung von Klingen belegt. Neun Artefakte weisen eine Retuschierung auf, können aber nicht eindeutig einer charakteristischen Geräteform zugewiesen werden. Aufgrund der Verwendung exogenen Rohmaterials, der Herstellung von Klingen und der Vergesellschaftung mit Schmuck lassen sich die Artefakte des oberen Fundhorizonts in das Jungpaläolithikum stellen. Bekräftigt wird diese Einschätzung zudem durch eine eingehende Analyse der Abschläge (siehe unten).

### Tierknochen
Aus der gesamten Höhle stammen fast 4500 Tierknochen (> 2 cm), die sich jedoch nicht alle eindeutig einer Schicht zuweisen lassen. Neben warmzeitlichen Tierarten (z. B. Auerochse, Siebenschläfer und Feldhamster) treten dabei auch kaltzeitlichen Arten (z. B. Wollhaarnashorn, Halsbandlemming und Gerfalke) auf.

## Beidseitige Flächenretusche
Viele Abschläge des oberen Fundhorizonts zeichnen sich durch ihre geringe Dicke aus und lassen sich als Überreste der flächigen, beidseitigen Bearbeitung zweier dünner Kerne interpretieren. Darauf weisen neben den metrischen Werten u. a. auch die facettierten Schlagflächenreste, die spitzen äußeren Schlagflächenwinkel sowie die oft vorhandenen ventralen Lippen hin.
Eine solche Bearbeitung ist aus dem Jungpaläolithikum nur aus dem Solutréen bekannt, dessen Verbreitung bislang auf das südwestliche Frankreich und die Iberische Halbinsel beschränkt ist. Dort wurden auf diese Weise v. a. die eindrucksvollen blattförmigen Spitzen, für die das Solutréen bekannt ist, hergestellt.
Durch die Artefakte der Magdalenahöhle ist jedoch nur eine ganz bestimmte Phase des Herstellungsprozesses einer solchen Spitze belegt. So fehlen die frühen Arbeitsabschnitte, in denen die Kerne von der Gesteinsrinde und anschließend mittels größerer Abschläge von Unregelmäßigkeiten befreit wurden. An der Magdalenahöhle wurde der Kern danach weiter bearbeitet, wahrscheinlich jedoch nicht fertiggestellt. In jedem Fall wurden die Kerne aber anschließend von der Höhle wegtransportiert. Zurück blieben lediglich die Herstellungsreste, die vereinzelt noch als Werkzeuge verwendet wurden.

## Die Besiedlung Mitteleuropas während des Maximums der letzten Kaltzeit
Angesichts des eindeutig jungpaläolithischen Charakters des oberen Fundhorizonts und der ebenso charakteristischen beidseitigen Flächenretusche kann die Besiedlung der Magdalenahöhle als östlichster Ausdruck des Solutréen verstanden werden. Sie fällt damit in die Zeit während des Maximums der letzten Kaltzeit aus der es in Mitteleuropa nur wenige Zeugnisse menschlicher Anwesenheit gibt. Zusammen mit den Ergebnissen von Radiokohlenstoffdatierungen der Fundstellen Wiesbaden-Igstadt, Mittlere Klause (Bayern) und Kastelhöhle-Nord (Schweiz) bezeugt sie jedoch, dass der Mensch auch zu dieser Zeit in Mitteleuropa anwesend war und keine absolute Siedlungsleere vorherrschte.